# 햅틱스

햅틱스(Haptics)는 촉감(Haptic)에 대해 연구하는 학문이다. 햅틱스에는 여러 분야가 있으며 다양한 방법으로 나눌 수 있으나 촉감을 통한 상호작용이 생성되는 주체에 따라
휴먼 햅틱스, 머신 햅틱스, 컴퓨터 햅틱스로 나눌 수 있다.
휴먼 햅틱스에서는 주로 사람이 촉감을 받아들이고 물체를 인식하거나 감정을 발생시키는 과정에 대해 연구하며
머신 햅틱스에서는 로봇이나 다른 기계가 사람과의 접촉을 통한 물리적 상호작용에서 어떻게 촉감을 수용하고 반응할 것인지에 대해 연구한다.
컴퓨터 햅틱스에서는 사람에게 인공적인 촉감을 표현하고 전달하기 위한 렌더링 알고리즘에 대해서 연구한다.
햅틱스는 인공적인 촉감을 만들어내기 위한 단계에 따라 촉감 인지, 촉감 모델링 및 렌더링, 촉감 생성 기기제작으로 나누어지기도 한다.
촉감인지의 경우 실험을 통해 인간의 자극 수용 능력을 측정하는 학문인 정신물리학에서 그 기원을 찾을 수 있으며 촉감의 모델링 및 렌더링은
가상현실이나 컴퓨터 그래픽스와 많은 부분을 공유하고 있다. 촉감 생성 기기제작은 로보틱스와 원격제어분야에서 시작된 것으로 보인다.

## 같이 보기
- 햅틱 기술